# Eugène Wintzweiller
Eugène Wintzweiller, né le 13 décembre 1844 à Wœrth et mort le 6 novembre 1870 à Arcachon, est un compositeur français, Prix de Rome en  1868.

## Biographie
Eugène Wintzweiller est le fils de Louis Wintzweiller, instituteur à Wœrth et de Madeleine Hirsch.
Il étudie d'abord auprès de Joseph Wackenthaler, maître de chapelle, puis organiste de 1833 à 1869 à la Cathédrale Notre-Dame de Strasbourg qui l'envoie à l'École Niedermeyer de Paris, école de musique classique et religieuse, qui formait alors des organistes d’église, des chefs de chœur et des maîtres de chapelle. Boursier du diocèse de Strasbourg, il y étudie, à la même période que Gabriel Fauré. Il obtient un premier accessit de piano en 1861, un deuxième prix de piano et une mention honorable à l'orgue en 1862.
Il étudie au Conservatoire de Paris dans la classe d'Ambroise Thomas et la classe de François Benoist. Il obtient un premier accessit de contre-point et fugue et un second accessit d'orgue en 1867, un premier accessit d'orgue en 1868
Il obtient un Second premier Grand Prix de Rome de composition musicale, le 4 août 1868, partagé avec Alfred Pelletier-Rabuteau. Il commence son séjour à la Villa Médicis à Rome, en janvier 1869 et se termine en juin 1870.

## Œuvres
- Nina[9].
- Chanson du fou[10].
- Joli papillon[11].